# 일광욕 침대

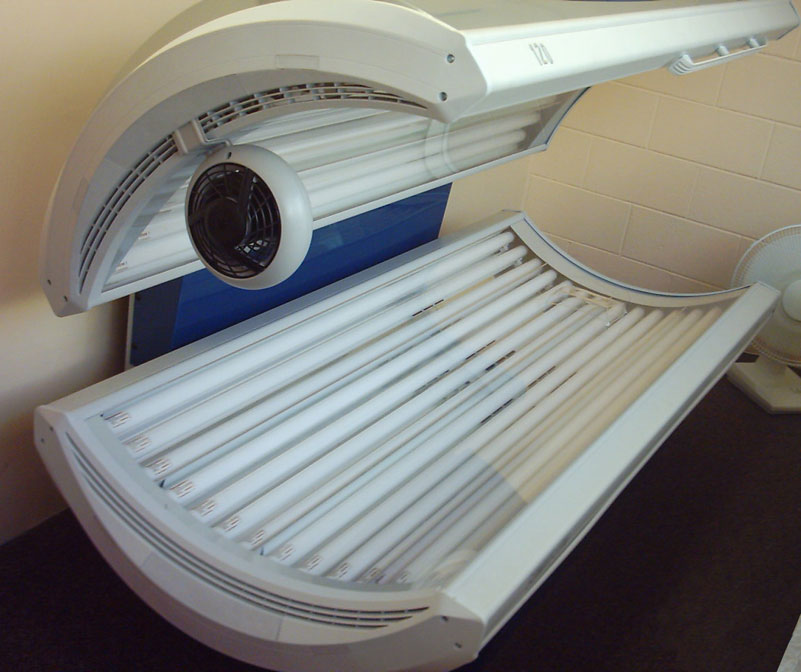
일광욕 침대

일광욕 침대(日光浴寢臺)은 피부를 인공적으로 자외선에 노출하여, 선탠할 수 있게 해주는 기계이다.